# Prothemus
Prothemus es un género de coleóptero de la familia Cantharidae.

## Especies
Las especies de este género son:
- Prothemus angustioripennis
- Prothemus benesi
- Prothemus bezdeki
- Prothemus biforatus
- Prothemus bimaculaticollis
- Prothemus breductevittata
- Prothemus burmensis
- Prothemus chaoi
- Prothemus chinensis
- Prothemus duporti
- Prothemus emeiensis
- Prothemus gracilis
- Prothemus hisamatsui
- Prothemus kambaiticus
- Prothemus kanoi
- Prothemus kantnerorum
- Prothemus kopetzi
- Prothemus laosensis
- Prothemus longiphysus
- Prothemus maculithorax
- Prothemus maymyoensis
- Prothemus minor
- Prothemus monochrous
- Prothemus mupinensis
- Prothemus neimongolanus
- Prothemus nigrihumeralis
- Prothemus nigripennis
- Prothemus notsui
- Prothemus opacipennis
- Prothemus piluensis
- Prothemus reductus
- Prothemus ryukyuanus
- Prothemus semimetallicus
- Prothemus shillongensis
- Prothemus similithorax
- Prothemus svihlai
- Prothemus szechwanus
- Prothemus tamdaoensis
- Prothemus venustus
- Prothemus vuilleti
- Prothemus watanabei
- Prothemus yunnanus